# Liga de Fútbol Alemana
La DFL Deutsche Fußball Liga GmbH, o simplemente Deutsche Fußball Liga (Liga de Fútbol Alemana), y a menudo abreviada como DFL, es una subsidiaria de propiedad total de Die Liga - Fußballverband. La DFL es responsable de todo el negocio operativo de la Ligaverband, incluyendo la Bundesliga y la 2. Bundesliga. El presidente del consejo de supervisión de la DFL es Reinhard Rauball. En tanto que Christian Seifert es CEO de la DFL.
Desde el 1 de julio de 2001, la DFL ha organizado la Bundesliga y la 2. Bundesliga. Desde 2005 hasta 2007, también organizaron el DFL-Ligapokal. Desde 2010, la DFL también ha organizado la DFL-Supercup.

## Función
La DFL fue fundada el 19 de diciembre de 2000 como una institución independiente GmbH. Desde entonces, el Ligaverband ha sido el único accionista de la DFL, que ha proporcionado el capital social por un monto de €1 millón. La organización es una subsidiaria de Ligaverband, que actúa como representante de los 36 clubes profesionales en las dos ligas más importantes del fútbol alemán. Hoy la Bundesliga y la 2. Bundesliga son operadas por la DFL, pero organizadas conjuntamente por la Federación Alemana de Fútbol (Deutscher Fußball-Bund, DFB) y la Ligaverband.

## Deberes
La propia DFL divide su negocio operativo en las áreas de operación, licencias y comercialización. El área comercial de "operaciones" incluye, en particular, la gestión de las actividades de los jugadores con licencia y la organización de las competiciones de la Ligaverband, que incluye la Bundesliga, 2. Bundesliga y DFL-Supercup, junto con los play-offs de promoción/descenso.
El área comercial de "marketing" incluye la asignación de derechos de transmisión y licencias para las ligas en varias plataformas de medios, incluyendo televisión, radio e Internet. Los derechos de transmisión de la Bundesliga incluye un total de 209 territorios en todo el mundo.
La tercera área de negocios, "licenciamiento", es la implementación y desarrollo del antiguo procedimiento de licenciamiento de la DFB. La DFL aplica el procedimiento para los clubes de la Bundesliga y la 2. Bundesliga, así como para algunos de los clubes de las ligas inferiores en virtud de un contrato comercial. Al hacerlo, la DFL examinará hasta qué punto los clubes individualmente cumplen los requisitos para participar en las competiciones profesionales de fútbol. La lista de requisitos incluye criterios deportivos, financieros, legales, de infraestructura, de personal, administrativos, de medios y de seguridad. Altamente importante, y hasta la fecha el único criterio que generó problemas importantes para ciertos clubes, es el criterio financiero. Con este criterio, la DFL intenta determinar que todos los clubes permanezcan solventes durante la temporada para poder mantener las operaciones del club el mayor tiempo posible. La DFL puede negarse a emitir una licencia si un club no cumple con estos requisitos.
Desde el 1 de septiembre de 2012, la nueva estructura organizativa de la DFL ahora solo controla dos áreas de negocio en lugar de tres.
Con otras 23 asociaciones nacionales de ligas profesionales, la DFL es miembro fundador del Foro Mundial de Ligas, fundado en Zúrich en febrero de 2016. La organización tiene como objetivo, entre otras cosas, combinar y representar centralmente los intereses de las ligas profesionales y sus puntos de vista comunes ante la FIFA y otras instituciones dedicadas al deporte y la política.

## Subsidiarias
- Fundación DFL
- Bundesliga International GmbH (anteriormente DFL Sports Enterprises GmbH)
- DFL Digital Sports GmbH
- Sportcast GmbH
  - HD SAT Communication GmbH
  - Livecast TV Produktion GmbH
  - Sportec Solutions GmbH
  - DFA Deutsches Fußball Archiv GmbH
- Liga Travel GmbH

## Estructura
El liderazgo de la DFL, que incluye al CEO y al supervisor, asiste a la junta anual de accionistas. Parte del comité de supervisión de la DFL forma una unión personal con el Vorstand de la Ligaverband.
Wilfried Straub fue el primer CEO de la DFL, sirviendo desde 2001 hasta 2005. En 2005, Christian Seifert se convirtió en el director ejecutivo, que se encuentra activo actualmente.
| Nombre           | Período | Función                                |
| ---------------- | ------- | -------------------------------------- |
| Reinhard Rauball | 2007    | Presidente de la Junta Supervisora     |
| Peter Peters     | 2007    | Vicepresidente de la Junta Supervisora |
| Stefan Schippers | 2010    | Miembro                                |
| Ingo Schiller    | 2013    | Miembro                                |
| Fritz Keller     | 2016    | Miembro                                |
| Robert Schäfer   | 2016    | Miembro                                |

| Nombre            | Preíodo | Función            |
| ----------------- | ------- | ------------------ |
| Christian Seifert | 2005    | Director Ejecutivo |

| Período       | Nombre            |
| ------------- | ----------------- |
| 2001–2005     | Wilfried Straub   |
| 2005–presente | Christian Seifert |